# Berglangtars
De berglangtars (Trichotichnus nitens) is een keversoort uit de familie van de loopkevers (Carabidae). De wetenschappelijke naam van de soort werd in 1837 gepubliceerd door Oswald Heer.